# Ichnanthus grandifolius
Ichnanthus grandifolius är en gräsart som först beskrevs av Johann es Christoph Christian Döll, och fick sitt nu gällande namn av Fernando Omar Zuloaga och Thomas Robert Soderstrom. Ichnanthus grandifolius ingår i släktet Ichnanthus och familjen gräs. Inga underarter finns listade i Catalogue of Life.